# Episodi di Leclerc enquéte (seconda stagione)
La seconda stagione della serie televisiva Leclerc enquéte è stata trasmessa in anteprima in Francia dalla ORTF tra il 7 marzo 1963 e il 5 dicembre 1963.
| nº | Titolo originale            | Titolo italiano | Prima TV Francia | Prima TV Italia |
| -- | --------------------------- | --------------- | ---------------- | --------------- |
| 1  | Knock-out                   |                 | 7 marzo 1963     |                 |
| 2  | L'agent double              |                 | 2 maggio 1963    |                 |
| 3  | Le passé d'une femme        |                 | 10 maggio 1963   |                 |
| 4  | Les Revenants               |                 |                  |                 |
| 5  | La vie sauve                |                 | 1º luglio 1963   |                 |
| 6  | La chasse                   |                 | 19 luglio 1963   |                 |
| 7  | Voir Paris et mourir        |                 | 30 luglio 1963   |                 |
| 8  | Ultra Confidentiel          |                 | 11 agosto 1963   |                 |
| 9  | Obsession                   |                 | 4 settembre 1963 |                 |
| 10 | L'homme couleur de muraille |                 | 9 settembre 1963 |                 |
| 11 | La menace                   |                 | 3 ottobre 1963   |                 |
| 12 | La mariée                   |                 | 25 novembre 1963 |                 |
| 13 | Bonjour commissaire         |                 | 5 dicembre 1963  |                 |